# Malcom Glover
Malcom Glover, britanski general, * 1897, † 1970.